# Piano de jazz
Piano de jazz es un término colectivo que hace referencia a las técnicas que utilizan los pianistas para tocar jazz. Por extensión la palabra puede hacer referencia a las mismas técnicas en cualquier otro instrumento de teclado. El piano ha sido un elemento integral del idioma del jazz desde sus comienzos, tanto en interpretaciones como solista o en conjuntos musicales. Su rol es multifacético, en gran parte debido a la naturaleza del instrumento que combina aspectos melódicos y armónicos. Por esta razón es también un elemento importante en la comprensión de la teoría del jazz y sus arreglos por parte de músicos y compositores de jazz. Junto con la guitarra, el vibráfono, y otros instrumentos de teclado, el piano es uno de los pocos instrumentos en un conjunto de jazz que pueden tocar acordes, en lugar de notas aisladas (como es el caso del saxofón o la trompeta).

## Historia

### Jazz tradicional y swing

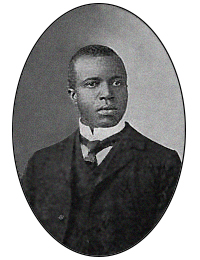
Scott Joplin.

El primer pianista de jazz de cierta importancia fue Scott Joplin (1868-1917). Conocido como El rey de los compositores de Ragtime, Joplin elevó el estilo pianístico de los artistas que trabajaban en saloons y locales similares a una forma de arte apreciada por millones de norteamericanos, estableciéndose al mismo tiempo como el compositor afroamericano más exitoso de todos los tiempos. Jelly Roll Morton, uno de los primeros gigantes del jazz y la persona que pretendió para sí el título de Inventor del Jazz, fue el primer gran compositor de jazz propiamente dicho de la historia, y muchas de sus obras están aún hoy consideradas por la crítica entre las más importantes de la historia del género. Fats Domino, por su parte, surgiría del ambiente de Nueva Orleans para establecerse como una de las grandes figuras de R&B y del Rock and roll, mientras que James P. Johnson, un pianista de Harlem, fue uno de los primeros músicos que comenzó a explorar el arte del acompañamiento. De Harlem proceden también Willie "The Lion" Smith, Lucky Roberts, Duke Ellington y Fats Waller y es de ese mismo lugar de donde procede el famoso Stride, un estilo pianístico caracterizado por la alternancia de una nota de bajo en tiempos impares y un acorde con la mano derecha en los tiempos pares. Precisamente Fats Waller, uno de los más grandes pianistas de todos los tiempos y uno de los más influyentes, ha pasado también a la historia como un magnífico compositor y entertainer, además de haber sido responsable de la popularización del órgano y del Hammond.

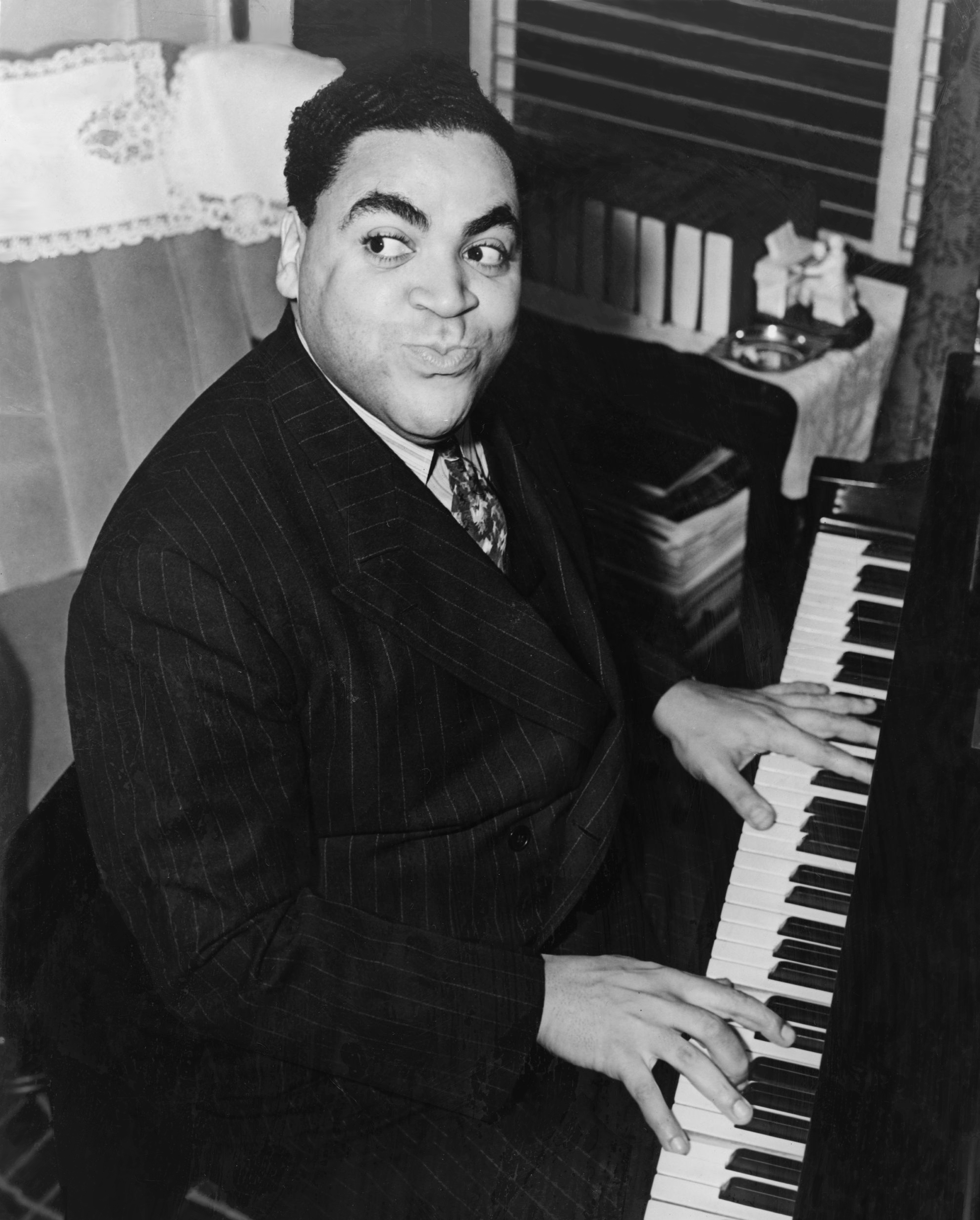
Fats Waller.

El Boogie-woogie fue otra de las corrientes principales entre los primeros pianistas de jazz. Observados con cierto desprecio por los pianistas de Harlem y de ragtime, los músicos de boogie, un estilo que tuvo su epicentro en Chicago, se reunían a menudo para tocar una música que hundía sus raíces en el blues y en el ambiente sureño. El obstinato del boogie, un patrón repetitivo y muy acentuado de bajo parece tener su origen en los patrones con los que los cantantes de folk y blues del sur de Estados Unidos se acompañaban a sí mismos con el banjo o la guitarra. De Texas era Sam Price, uno de los pianistas más genuinos de blues y boogie, pero corresponde a Jimmy Yancey el honor de ser reconocido ampliamente como el inventor del estilo, junto, quizá, a Jimmy Blythe. Meade Lux Lewis, por su parte, popularizó el Honky Tonk, un estilo similar que tiene por bandera su Honky Tonky Train Blues.
Earl Hines está a la cabeza de una tercera rama del desarrollo pianístico temprano, el conocido como estilo de viento, desarrollado con posterioridad a los anteriores. El piano de Hynes recibió el calificativo de Trumpet Piano Style porque las octavas que ejecutaba con la mano derecha recordaban a las líneas de Louis Armstrong y supuso el comienzo de una escuela que tendría como principales seguidores a Mary Lou Williams, Teddy Wilson, Nat King Cole y -especialmente- Bud Powell, además de incontables pianistas contemporáneos. Mary Lou Williams, considerada por la crítica como la más grande figura femenina del jazz, merece en realidad un puesto de honor en la historia de esta música con independencia de su sexo. Teddy Wilson, famoso por su asociación con Benny Goodman, continúa la senda abierta por Hynes en una dirección más accesible, pero es en Art Tatum en quien confluye todo lo que se había logrado en el piano de jazz hasta la época en que se hizo famoso, esto es, a mediados de la década de 1940. Considerado como uno de los mayores talentos naturales que ha dado el jazz a lo largo de su historia, no es sólo que la impresionante capacidad técnica de Tatum le permitía ejecutar líneas y fraseos a dos manos que estaban muy lejos del alcance de cualquier otro pianista de su época, sino que las innovaciones armónicas del músico tardaron más de 30 años en ser asimiladas por el resto de sus colegas, que aún hoy, más de medio siglo después de su muerte, quedan sobrecogidos ante su increíble virtuosismo.

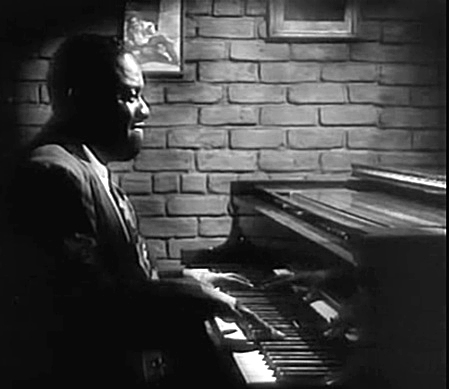
Art Tatum.

### Bop
Bud Powell representa el otro extremo del virtuosismo y su aparición supuso una transformación profunda en la técnica de los pianistas y en la aproximación hacia el instrumento. Considerado como una de las más grandes figuras del jazz, Powell transformó el vocabulario bop de Charlie Parker adaptándolo al piano, pero sus innovaciones tuvieron lugar de manera paralela a las de Bird. Enormemente influyente, el legado de Powell está presente en prácticamente todos los pianistas de jazz que surgieron tras él y su figura es un referente imprescindible a la hora de entender el moderno piano de jazz.

Oscar Peterson.

Mientras Art Tatum impuso un estándar técnico que las nuevas generaciones de pianistas adoptarían como referente, Bud Powell creó una escuela que continuaron la mayoría de pianistas posteriores. Entre los pianistas que siguieron a Tatum se encuentran Billy Taylor, Martial Solal, Hank Jones, Jimmy Rowles, Phineas Newborn y el célebre Oscar Peterson, mientras que de Bud Powell proceden Al Haig, George Wallington, Lou Levy, Lennie Tristano, Hampton Hawes, Pete Jolly, Claude Williamson, Joe Albany, Dave McKenna, Toshiko Akiyoshi, Eddie Costa, Wynton Kelly, Russ Freeman, Harold Mabern, Cedar Walton, Mose Allison, Red Garland, Horace Silver, Barry Harris, Duke Jordan, Kenny Drew, Walter Bishop, Elmo Hope, Tommy Flanagan, Bobby Timmons, Junior Mance, Ramsey Lewis, Ray Bryant, Horace Parlan, Roger Kellaway, Roland Hanna, Les McCann o Fritz Pauer.
Lennie Tristano es una figura crucial en la historia del piano de jazz. Fundador en 1951 de la Escuela Tristano de Nueva York, la primera institución de este género en su país, el músico consagró su vida profesional casi en exclusiva a la enseñanza. En el plano técnico, la aportación fundamental de Tristano fue adaptar al lenguaje bebop de Charlie Parker y Bud Powell ciertas prácticas comunes entre los músicos clásicos contemporáneos, como el empleo de efectos politónicos o el extensivo uso del contrapunto. Además, Tristano fue un precursor de lo que una década más tarde vendría a llamarse free jazz: los experimentos de Tristano en este campo, al lado de Lee Konitz, Warne Marsh, y Billy Bauer se remontan a 1949, más de una década antes de que Ornette Coleman publicase sus primeros discos.

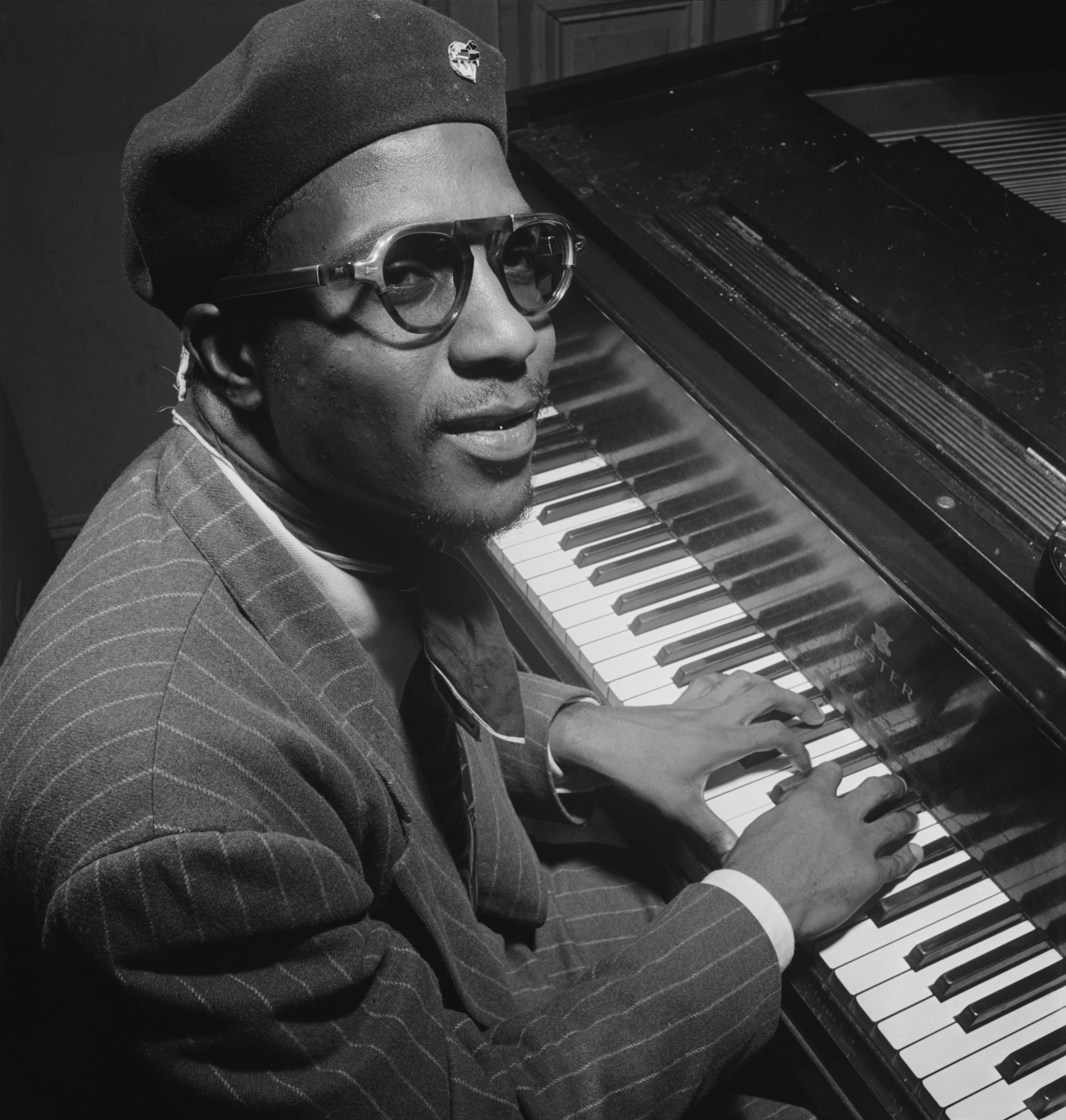
Thelonious Monk.

Red Garland o Ray Bryant pertenecen al grupo de pianistas de hard bop, como Wynton Kelly, Junior Mance, Les McCann, Ramsey Lewis o Bobby Timmons, estos últimos también influenciados por el funk, el soul y el góspel. Tommy Flanagan pertenece asimismo a la generación de pianistas hard bop, pero posee un toque más delicado, mientras que Barry Harris goza de un enorme talento y del respeto de sus compañeros músicos. Horace Silver, también inspirado por el funk y por el soul ha extendido la herencia de Powell de forma particularmente convincente, con un original sentido de la forma que se ha convertido en la fórmula del éxito de su quinteto.
Thelonious Monk fue el creador de una música irreverente, llena de sorpresas y absolutamente original, cuya validez no supieron valorar los críticos contemporáneos por no ajustarse a las normas y a la lógica establecidas, antes de ser proclamado unánime y repentinamente como un genio. Cronológicamente anterior a Bud Powell, ya en 1947 había diseñado las líneas maestras de una música que no cambiaría esencialmente en los siguientes 25 años, que influiría notablemente en pianistas como Randy Weston, Herbie Nichols o Mal Waldron, y que tiene por bandera algunos de los standards más famosos y versionados de la historia del jazz, como Straight No Chaser, 52nd Street Theme, Blue Monk y, sobre todo, su célebre Round Midnight.

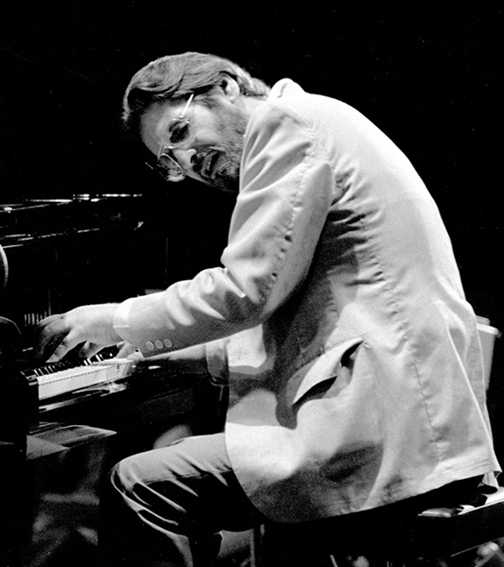
Bill Evans.

Bill Evans fue uno de los pocos músicos blancos en ser admitido en los círculos del hard bop, a pesar de poseer un toque muy diferente al de la mayoría de pianistas de ese estilo. Seguidor de la escuela Tristano -es señalado por la crítica como "el Chopin del moderno piano de jazz"-, Evans fue, además, el primer pianista de jazz modal con su participación en el clásico Kind of Blue de Miles Davis. Considerado por la crítica, junto a McCoy Tyner como el pianista más influyente de todos los tiempos, su legado se deja sentir en la obra de gigantes como Herbie Hancock, Keith Jarrett, Chick Corea o Brad Mehldau.
Entre los pianistas al margen de las corrientes establecidas podemos citar a Jaki Byard, un músico que surgió del grupo de Charles Mingus con un toque anclado en el estilo de los años veinte y a la vez muy moderno. Milt Buckner, de la orquesta de Lionel Hampton creó un estilo de acordes en bloque que simula en el piano el efecto de una orquesta entera, un estilo que adoptó George Shearing fusionándolo con una sensibilidad más clásica. Dave Brubeck, un músico de formación clásica, disfrutaba con la pollirritmia y la politonalidad (tocar en dos tonalidades al mismo tiempo) desde el principio de su carrera, fue uno de los primeros músicos de jazz que pudo exponer su música en campus universitarios y su obra es una prueba de que la innovación y la comercialidad no tienen por qué ir reñidas. También John Lewis desarrolló un estilo personal, minimalista en el sentido de la economía de notas que ya había utilizado, con fortuna, Count Basie años atrás.
Erroll Garner, uno de los pianistas más personales de todos los tiempos, demostró que se podía ser un pianista brillante sin tener idea de teoría musical, que se podía alcanzar la popularidad sin comprometer la calidad de la música y que un artista puede seguir sonando original mientras permanece fiel a su estilo. La originalidad, el virtuosismo y el sentido del humor desplegados en la música de Garner hacen de él un artista independiente e inclasificable, pero hubo dos pianistas que estuvieron cerca de su estilo: Ellis Larkins era capaz de tocar algunos de los mejores acompañamientos de piano de jazz de la historia, y Ahmad Jamal, considerado por los críticos como un buen artista de salón, era reverenciado por músicos del calibre de Miles Davis, quien se refería a Jamal como un verdadero genio.

### Free jazz y jazz moderno
Entre los pianistas de free jazz sobresale Cecil Taylor, uno de los improvisadores más avanzados de su tiempo que aún hoy es considerado como uno de los intérpretes más radicales de su instrumento, pero también destacan otros pianistas que han desarrollado su estilo a partir de él o de forma independiente: los estadounidenses Paul Bley, Carla Bley, Ran Blake, Sun Ra, Narada Burton Greene, Dave Burrell, Bobby Few, Muhal Richard Abrams, Don Pullen, Anthony Davis y Amina Claudine Myers; los británicos Howard Riley y Keith Tippett; los holandeses Fred van Hove, Leo Cuypers y Misha Mengelberg; el belga John Fisher; el alemán Alexander von Schlippenbach; los austríacos Dieter Glawischnig y Friedrich Gulda; el japonés Yosuke Yamashita; la suiza Irene Schweizer; y el italiano Giorgio Gaslini.
Andrew Hill fue un pianista inclasificable cuya obra orbitó siempre en torno a loas fronteras del free jazz y cuyo piano se caracteriza por un elástico uso del tiempo, un particular sentido de la melodía y un constante aire de espontaneidad que libera su toque de cualquier clase de formulismo. Dollar Brand, desde una perspectiva similar, fusionó los sonidos de su Sudáfrica natal con la sensibilidad y la técnica de los músicos clásicos, mientras que Keith Jarrett revolucionó el mundo del jazz con sus conciertos a piano solo totalmente improvisados y con sus posteriores exploraciones de standards con su trío.

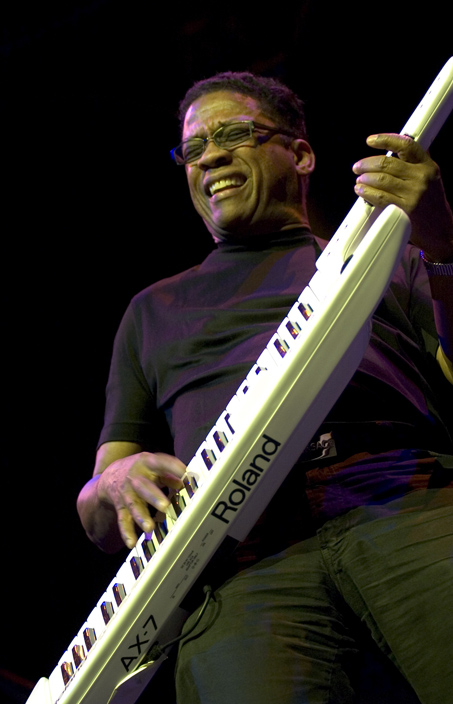
Herbie Hancock.

Herbie Hancock es, como su mentor Miles Davis,  una de las figuras más reverenciadas y a la vez controvertidas de la historia del jazz, con una obra arriesgada y extraordinaria que ha recorrido todos los desarrollos que han tenido lugar en el mundo del r&b, del funk y del jazz electrónico, volviendo siempre una y otra vez a su amor por el jazz acústico. El piano de Hancock hunde sus raíces en la obra de Bill Evans, pero recoge influencias muy diversas, que van desde el blues, el funk, el gospel o la música clásica moderna para cristalizar en un estilo absolutamente personal tanto en su trabajo pianístico como en su trabajo con los sintetizadores. Hancock ha desarrollado su estilo pianístico a través de una concepción armónica y rítmica urbana y compleja, cuyos licks han sido copiados hasta la saciedad por músicos más jóvenes, pero además, como ingeniero que es de formación, se siente como pez en el agua en el mundo de los instrumentos electrónicos, los sintetizadores y los  samplers.
Chick Corea procede, como Hancock, del círculo de músicos que alcanzaron notoriedad a raíz de su colaboración con Miles Davis. Considerado como una de las figuras clave de la evolución del jazz desde la década de 1960, Corea es un auténtico maestro del piano, y junto con Hancock y jarrett es un de los más influyentes estilistas que han surgido tras Bill Evans y McCoy Tyner, además de un destacado teclista y compositor. Herbie Hancock y Chick Corea son quizá los dos pianistas más importantes del jazz fusion, pero no hay que olvidar a Patrice Rushen, Joe Zawinul, George Duke, Ben Sidran, Milcho Leviev, Stu Goldberg, Bob James o Jan Hammer, así como el holandés Jasper van 't Hof y los alemanes Joachim Kühn y Wolfgang Dauner, todos ellos excelentes músicos que se han expresado a menudo también con el piano eléctrico o el sintetizador.

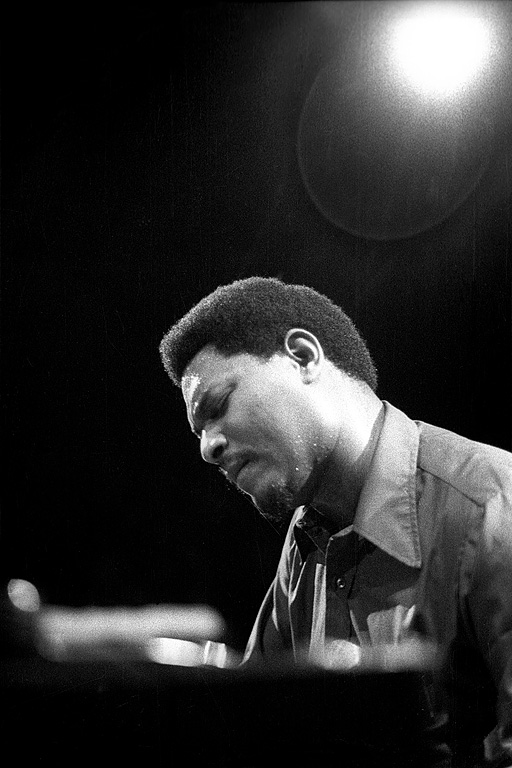
McCoy Tyner.

El más importante pianista de la corriente principal del jazz desde el comienzo de la década de 1970 es McCoy Tyner, un pianista que surgió en el grupo de Coltrane y que durante muchos años ha recibido el reconocimiento como mejor pianista en la mayor parte de las encuestas de jazz en el mundo. Considerado, junto a Bill Evans como el pianista moderno más influyente de los últimos 50 años, sus voicings han sido adoptados por una enorme cantidad de pianistas jóvenes. Pianista virtuoso y absolutamente único (su concepción del piano en la década de 1960 no era comparable a la de ningún otro colega), el estilo pianístico de Tyner ha evolucionado ganando en solidez sin variar sustancialmente durante las últimas décadas.
La figura de Tyner ha sido esencial para el desarrollo de un sinnúmero de pianistas posteriores como Mulgrew Miller, Hal Galper, John Hicks, Hilton Ruiz, Joanne Brackeen o el belga Michel Herr; para toda la generación de pianistas neo bop: Onaje Allan Gumbs, Kenny Barron, Kenny Kirkland, George Cables, Mickey Tucker, Mike Wofford, Andy LaVerne, John Coates, Jim McNeely o Mark Soskin; y para un buen número de músicos europeos como los ingleses Stan Tracey y Gordon Beck o el español (o, como le gustaba llamarse a él, catalán) Tete Montoliu
De entre los pianistas contemporáneos de la corriente principal destacan Geri Allen, Uri Caine, Cyrus Chestnut, Brad Mehldau o Michel Petrucciani., entre otros muchos.  En el mundo del latin jazz sobresalen Eddie Palmieri, Hilton Ruiz, Chucho Valdés, Gonzalo Rubalcaba, Michel Camilo o Hermeto Pascoal, Egberto Gismonti, Edwin Cardona, Oscar Rossignoli y Eliane Elias. De los pianistas que han fusionado su pasión por el flamenco con el jazz destaca, por encima de todos, Chano Domínguez.